# Erwin E. Smith

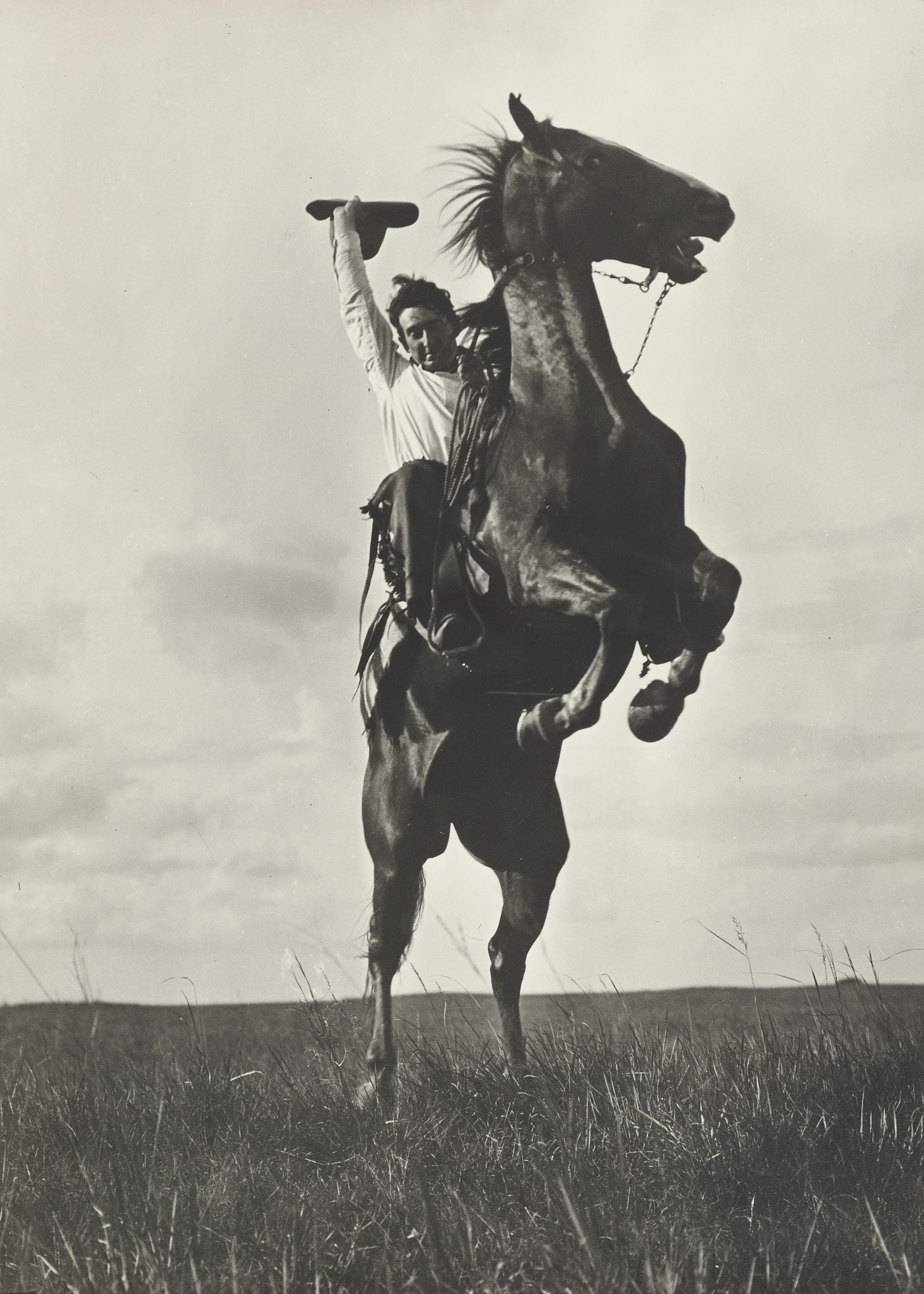
Der Fotograf Erwin E. Smith hoch zu Ross, 1908, in Bonham (Texas)

Erwin E. Smith (* 22. August 1886 in Honey Grove (Texas); † 4. September 1947 in Bonham (Texas)) war ein US-amerikanischer Fotograf, Zeichner, Maler und Bildhauer. Er gilt als wichtiger Dokumentarist der zu Ende gehenden Zeit der Cowboys im Westen der USA und hat auch selbst als Cowboy gearbeitet.

## Lebensweg
Erwin Evans Smith wurde in Honey Grove, Texas, geboren. Seine Eltern waren Albert Alexander Smith und Nancy Erwin Smith White. Als Erwin Evans knapp vier Jahre alt war, starb sein Vater an Lungenentzündung. Seine Mutter heiratete im Jahr 1894 erneut, und die Familie zog nach Texas.
So wuchs Smith in Bonham auf, der Bezirkshauptstadt des Fannin County in Nord-Texas. Als Junge verbrachte er die Sommer auf der Ranch seines Onkels in der Nähe von Quanah, Texas, der Bezirkshauptstadt des Hardeman County, und lernte dort die Arbeit berittener Rinderhirten kennen. Die Ranch seines Onkels grenzte an den Great Western Cattle Trail, auf dem in den 1880er Jahren Tausende von Longhorn-Rinder nach Norden getrieben wurden.
Als Jugendlicher skizzierte Smith immer wieder Cowboys und „Indianer“. Angeregt durch Westernszenen in populärer Literatur und Kunst, sammelte er Drucke von Gemälden von Künstlern wie George Catlin, Frederic Remington und Charles M. Russell und Arbeiten von „Cowboy-Fotografen“ wie Laton Alton Huffman und Evelyn Cameron (1868–1928) aus Montana und Charles D. Kirkland (1851–1926) aus Wyoming.
Im Jahr 1902, also schon im Alter von nur 16 Jahren, baute Erwin E. Smith nach der Konstruktionsskizze eines englischen Fotografen eine Plattenkamera mit doppeltem Balgenauszug nach, beschaffte sich ein Objektiv und Fotoplatten und begann, die Cowboys auf der „JCS“-Ranch in Texas bei ihrer Arbeit zu fotografieren. Zwischen 1905 und 1912, also nach dem Ende der großen Rinder-Trails, fotografierter Smith auf Ranches in Texas, New Mexico und Arizona. Er machte Aufnahmen unter anderem bei den großen Round-Ups der „Three Circles“-, „v-Pigpens“-, „OX-“ und „R2“-Ranches.
Im Jahr 1904 besuchte Smith die Weltausstellung in St. Louis.
Smith besuchte von 1905 bis 1907 das Art Institute of Chicago, wo er bei dem bekannten Bildhauer Lorado Taft (1860–1936) studierte. Anschließend wechselte er an die School of the Boston Museum of Fine Arts, wo er von 1907 bis 1910 bei dem Bildhauer Bela Lyon Pratt (1867–1917) studierte.
Smith kehrte mit einer neuen Kamera mit einem hochwertigen Goerz-Objektiv nach Texas zurück. Er fotografierte auf der „Shoe“-Ranch am Red River, auf der „JA“-Ranch im Palo Duro Canyon und auf der „LS“-Ranch westlich von Amarillo. Ungewöhnliche Blitzlichtaufnahmen von nächtlichen Campszenen, von Frühstück, Aufbruch und Abbruch machte Smith, indem er eine Handvoll Schießpulver ins Lagerfeuer warf. Im Jahr 1909 war Smith in Arizona mit Lasso und Plattenkamera tätig, aber Texas blieb sein wichtigster Wirkungsbereich, der Pfannenstieldistrikt, die „Matador“-Ranch, die „SMS“- und die „Spur“-Ranch.
Smiths Bilder waren selten Schnappschüsse, meist bat er die Cowboys, in einer von ihm konzipierten Szenerie zu posieren. In einigen seiner Fotos posiert Smith auch selbst. Gleichwohl gelten Smiths Aufnahmen als realitätsnah und authentisch; immerhin fotografierte er – anders als viele andere Photographen seiner Zeit – nicht im Studio, sondern in situ, und immerhin war er aus eigener Erfahrung mit dem Lebensstil und der Arbeitsweise der letzten Cowboys vertraut.
Sein Markenzeichen wurde „Bar Diamond Bar“ (etwa: „Querstrich Raute Querstrich“), in Anspielung auf das Brandzeichen einer fiktiven Ranch aus einer Erzählung, die er als Schüler geschrieben hatte. Seine Fotografien wurden ab 1906 in Magazinen und Zeitungen verbreitet, einige davon in Artikeln von George Patullo (1879–1967), einem aus Kanada stammenden Journalisten, der Smith jeweils in den Sommermonaten der Jahre 1908 bis 1910 begleitete und unter anderem für den Boston Herald schrieb. Möglicherweise hat George Patullo auch die Fotos in Smiths Portfolie aufgenommenen, auf denen Smith abgebildet ist.
Im Jahr 1911 begann Smith mit der Vermarktung von Fotoalben. Für fünf Dollar konnte jeder interessierte Käufer ein Sortiment von Smith’ Fotografien erwerben. Smith erhielt eine Reihe von Aufträgen, aber da einige seiner Kunden bis zu einem Jahr auf ihr Album warten mussten, stockte der Absatz. Im Jahr 1916 nahm er Geschäftskontakt zur Cattle Raisers Association of Texas auf, die seine Fotografien über 31 Jahre hinweg in ihrer Zeitschrift „The Cattleman“ abdruckte.
Im Jahr 1914 gründete Smith seine eigene Ranch in Texas. Der wirtschaftliche Erfolg blieb aus, und 1917 war Smith bankrott.
Smith war nie verheiratet.
Im Juli 1947 wurde bei Smith Bauchspeicheldrüsenkrebs diagnostiziert, an dem er zwei Monate später, im Alter von 61 Jahren, in Bonham starb. Er wurde auf dem Oakwood-Friedhof in Honey Grove beigesetzt.
Nach Smiths Tod im Jahr 1947 deponierte die Verwalterin seines Nachlasses, seine Halbschwester Mary Alice Pettis, seine Originalnegative und Abzüge zunächst in einem Banktresor. Da es ihr zunächst nicht gelang, in Texas einen angemessenen Ort für die Fotos ihres Halbbruders zu finden, deponierte sie viele seiner Negative bei der Library of Congress und machte sie so einem breiten Publikum zugänglich. Sie behielt einige hundert eher private Aufnahmen, verfolgte aber weiter das Ziel, das fotografische Gesamtwerk ihres Halbbruders in Texas wieder zusammenzuführen. Im Jahr 1986 vermachte sie ihre Sammlung von Smiths Arbeiten dem Amon Carter-Museum; und die Library of Congress verlieh auch Smith’ Aufnahmen aus ihrem Bestand dorthin. Die Sammlung des Amon Carter-Museums umfasst über 2.000 Negative und mehr als 700 Vintage Prints, außerdem Smiths Aufzeichnungen und seine Bibliothek.